# منتخب الصين للكورفبال
منتخب الصين للكورفبال هو ممثل الصين الرسمي في المنافسات الدولية في كرة السلة الهولندية .